# Marco Langer
Marco Langer (* 11. Februar 1980 in Neu-Ulm) ist ein deutscher Koch.

## Werdegang
Nach der Ausbildung im Restaurant Burgthalschenke in Vöringen wechselte er zum Maritim Hotel in Ulm und zum Feyrer Hotel in Senden. Er war Küchenchef im Meinl Hotel in Neu-Ulm und dann Souschef im Lago Restaurant in Ulm. Ab 2018 war er Küchenchef im Restaurant Treibgut in Ulm und ab 2022 im Dahoim in Zusmarshausen.
Seit September 2013 ist er Küchenchef im Restaurant Stephans-Stuben by Marco Langer in Neu-Ulm, das 2025 mit einem Michelinstern ausgezeichnet wurde.

## Auszeichnungen
- 2025: Ein Michelinstern für das Restaurant Stephans-Stuben by Marco Langer in Neu-Ulm[3]